# Hammoon
Hammoon est une paroisse civile et un village du Dorset, en Angleterre.

## Histoire
La paroisse porte le nom de Guillaume de Moyon, baron du Cotentin qui accompagna Guillaume de Normandie dans sa conquête de l'Angleterre en 1066, sous la forme de Moion et qui a perdu au fil du temps son orthographe initiale et s'appelle aujourd'hui Hammoon ; où se trouve encore une maison de « Moyon ».